# Cranioleuca hellmayri
Rabo-espinhoso-de-coroa-riscada ou arredio-coroado (Cranioleuca hellmayri) é uma espécie de ave da família Furnariidae.
É endémica da Colômbia.
Os seus habitats naturais são: regiões subtropicais ou tropicais húmidas de alta altitude e florestas secundárias altamente degradadas.